# Anachalcos cupreus
Anachalcos cupreus är en skalbaggsart som beskrevs av Fabricius 1775. Anachalcos cupreus ingår i släktet Anachalcos och familjen bladhorningar. Inga underarter finns listade i Catalogue of Life.